# E717 (trasa europejska)
E717 – trasa europejska zaliczana do kategorii B. Trasa leży w całości na terytorium Włoch i łączy Turyn z portowym miastem Savona. Arteria biegnie na całej długości wspólnym śladem z autostradą A6.